# Eyliac
Eyliac est une ancienne commune française située dans le département de la Dordogne, en région Nouvelle-Aquitaine.
Au 1er janvier 2017, elle fusionne avec Bassillac, Blis-et-Born, Le Change, Milhac-d'Auberoche et Saint-Antoine-d'Auberoche pour former la commune nouvelle de Bassillac et Auberoche.

## Géographie

### Généralités

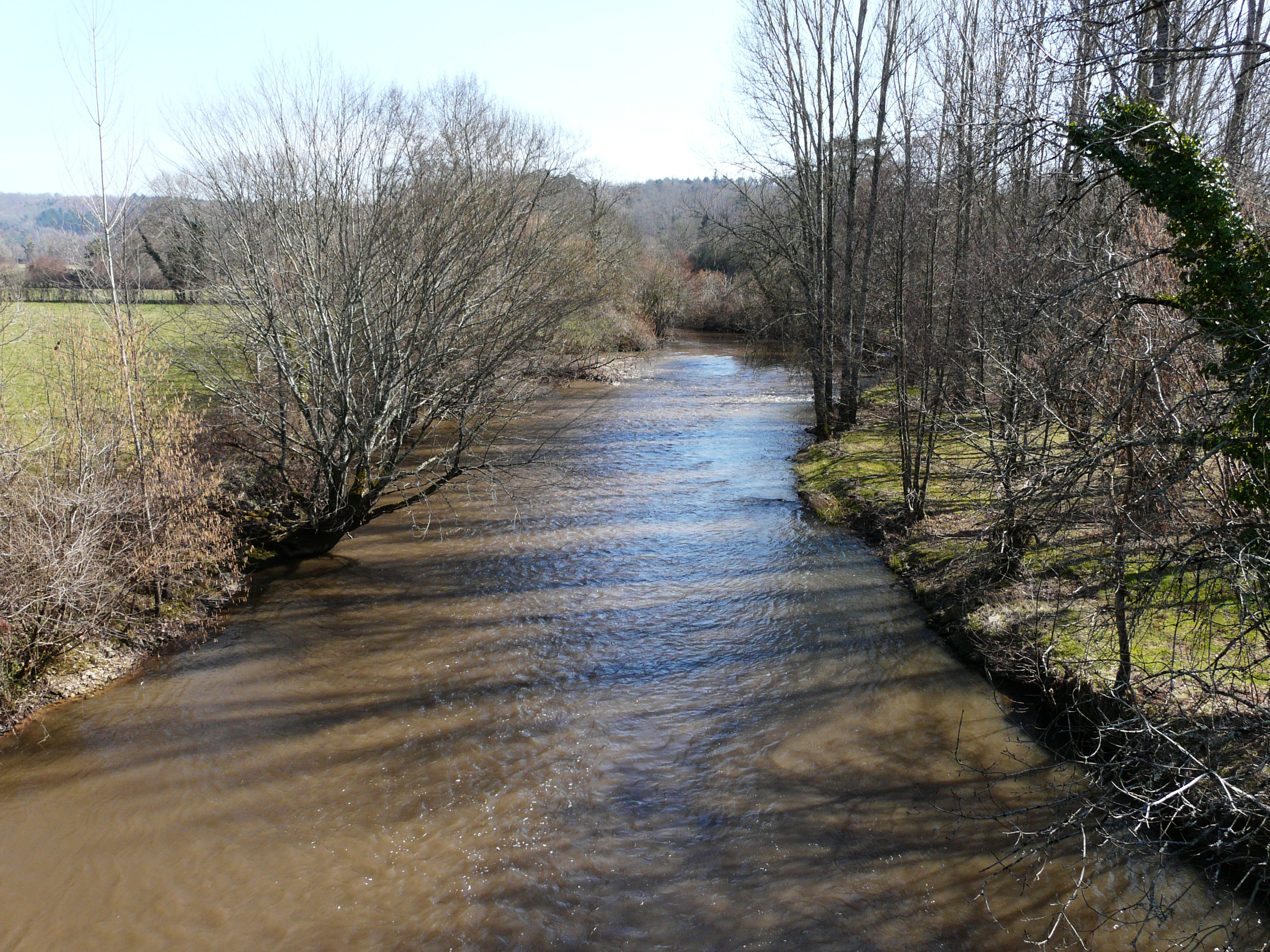
L'Auvézère à la Roquette

Incluse dans l'aire d'attraction de Périgueux, la commune déléguée d'Eyliac fait partie de la commune nouvelle de Bassillac et Auberoche. Elle est bordée au nord sur près d'un kilomètre par l'Auvézère, un des principaux affluents de l'Isle. Son altitude minimale, 92 mètres, se situe au nord, au pont de la Roquette, là où l'Auvézère quitte la commune pour s'écouler sur celle de Bassillac. L'altitude maximale, 251 mètres, est atteinte au sud-est en deux endroits, au nord et à l'est du lieu-dit les Mothes.
Le bourg d'Eyliac, traversé par la route départementale 6, est situé, en distances orthodromiques, 11 kilomètres à l'est-sud-est de Périgueux.
La commune est également desservie au sud-ouest par la route départementale 6E et au sud-est par la RD 45E. Le territoire communal est coupé en deux par l'autoroute A89 dont l'échangeur Périgueux Est ne se trouve qu'à quatre kilomètres au sud-ouest du bourg, soit huit kilomètres par la route.

### Communes limitrophes
En 2016, année précédant la création de la commune nouvelle de Bassillac et Auberoche, Eyliac était limitrophe de sept autres communes. Au sud-est, le territoire communal d'Eyliac n'est distant que d'une centaine de mètres de celui de Milhac-d'Auberoche.
|                                                | Le Change               |                          |
| Bassillac                                      | Eyliac                  | Blis-et-Born             |
| Boulazac Isle Manoire, Sainte-Marie-de-Chignac | Saint-Pierre-de-Chignac | Saint-Crépin-d'Auberoche |

## Urbanisme

### Villages, hameaux et lieux-dits
Outre le bourg d'Eyliac proprement dit, le territoire se compose d'autres villages ou hameaux, ainsi que de lieux-dits :
- les Ardaillers
- la Barouchie
- la Battue
- les Bessades
- le Biersou
- le Bost
- la Bourdinie
- Bournard
- la Brande
- les Brasses
- la Brousse
- la Campagnie
- les Chabannes
- Chadepuy
- la Chaloupie
- la Chaloupie Basse
- le Chaubier
- les Chauprades
- le Cheyrou
- Claud de Chignaguet
- la Combe Basse
- la Combe du Coq
- la Combe Haute
- las Cossas
- Dangou
- les Dubets
- Equachaumo
- l'Eynaudie
- la Farge
- la Font de Prouzier
- Fontebrousse
- Fontenille
- la Gandilie
- les Gandilloux
- la Garde
- la Garmandie
- le Gondeau
- le Grand Beder
- le Grand Lac
- les Grands Bois
- les Granges
- la Grave
- la Lardie
- Lorphes
- le Maine
- le Maubertin
- la Maurinie
- Minareix
- Monplaisir
- les Mothes
- Moulin à Vent
- la Pépounie
- le Petit Beder
- la Peyrade
- Peyrelevade
- le Pouch
- le Poucharaud
- la Pouyade
- Prouzier
- le Puits de la Raffinie
- le Puy
- le Puy Haut
- la Raffinie
- la Ressias
- les Reyssias
- la Roquette
- la Roubétie
- la Sauvagie
- Saverdenne
- la Serre
- la Taurélie
- le Terme
- Vertiol.

## Toponymie
Le lieu, identifié sous la forme latine d'Ilhacum au XIIIe siècle, tire son nom d'Ilius, personnage gallo-romain, inconnu des historiens.
En occitan, la commune porte le nom d'Eilhac.

## Histoire

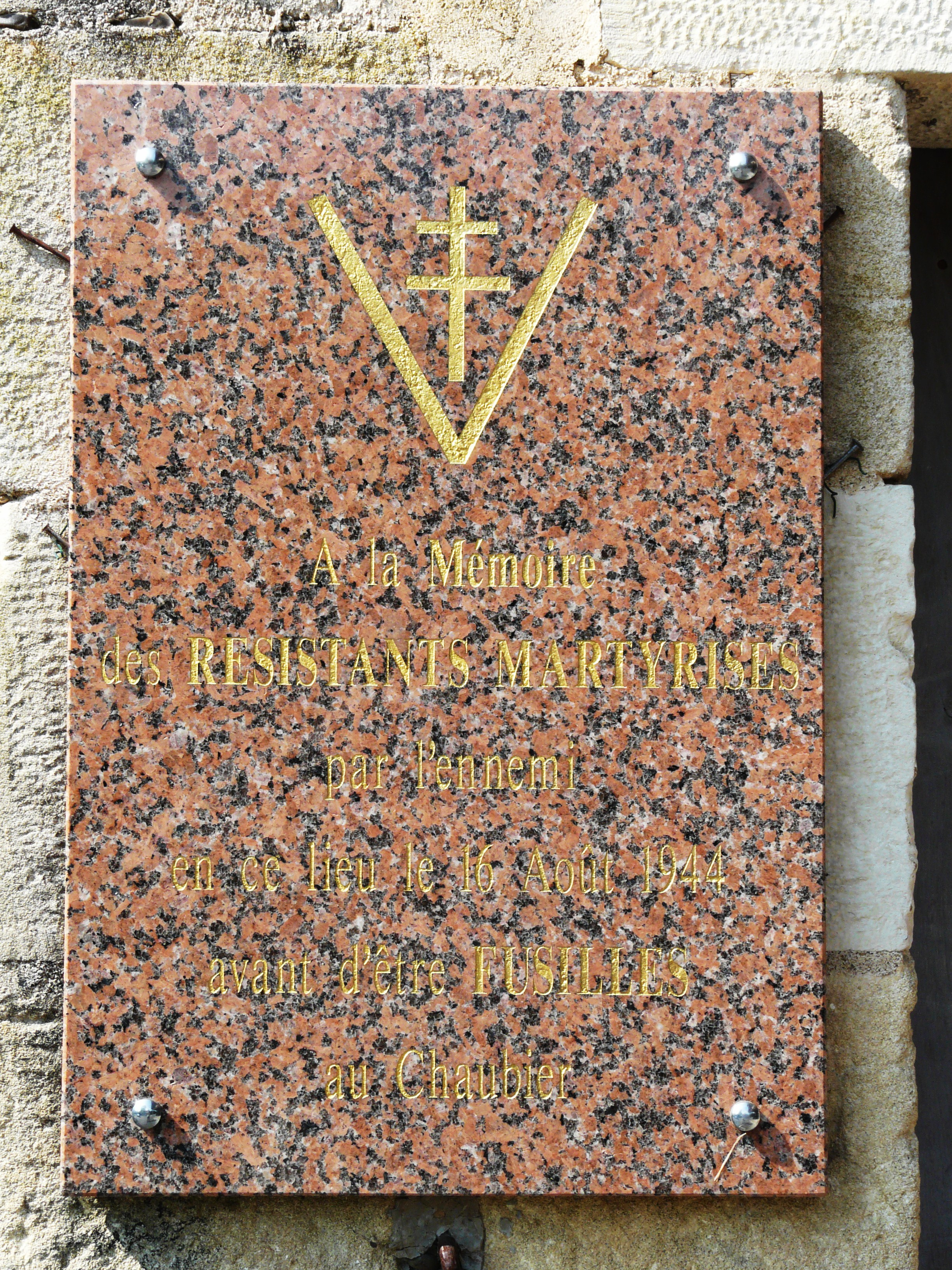
Plaque commémorative à la Roquette.

Au Moyen Âge, XIVe siècle, Eyliac (Ylhac) dépendait de la châtellenie d'Auberoche.
Cependant, en bordure de l'Auvézère, le village de la Roquette dépendait de la ville de Périgueux. En 1382, des hommes du comte de Périgord ravagent ce village, tuant ou blessant ses habitants.
Sur la carte de Cassini représentant la France entre 1756 et 1789, le village est identifié sous le nom d'Eyliat.
Le 16 août 1944, lors d'un combat à la Roquette, six résistants sont arrêtés par les Allemands puis fusillés au lieu-dit le Chaubier.
Au 1er janvier 2017, Eyliac fusionne avec cinq autres communes pour former la commune nouvelle de Bassillac et Auberoche dont la création a été entérinée par l'arrêté du 29 juin 2016, entraînant la transformation des six anciennes communes en « communes déléguées »,.

## Politique et administration

### Rattachements administratifs et électoraux
Dès 1790, la commune d'Eyliac est rattachée au canton de Saint-Pierre-de-Chignac qui dépend du district de Périgueux jusqu'en 1795, date de suppression des districts. En 1801, ce canton est rattaché à l'arrondissement de Périgueux.
Dans le cadre de la réforme de 2014 définie par le décret du 21 février 2014, ce canton disparaît aux élections départementales de mars 2015. La commune est alors rattachée au canton d'Isle-Manoire.

### Intercommunalité
En 2001, Eyliac intègre dès sa création la communauté de communes Isle Manoire en Périgord. Celle-ci est dissoute au 31 décembre 2013 et intégrée au 1er janvier 2014 à la communauté d'agglomération Le Grand Périgueux nouvellement créée.

### Administration municipale
La population de la commune étant comprise entre 500 et 1 499 habitants au recensement de 2011, quinze conseillers municipaux ont été élus en 2014,. Ceux-ci sont membres d'office du  conseil municipal de la commune nouvelle de Bassillac et Auberoche, jusqu'au renouvellement des conseils municipaux français de 2020.

### Liste des maires puis des maires délégués
| Période                                  | Période         | Identité                     | Étiquette | Qualité                                                 |
| ---------------------------------------- | --------------- | ---------------------------- | --------- | ------------------------------------------------------- |
| Les données manquantes sont à compléter. |                 |                              |           |                                                         |
|                                          |                 |                              |           |                                                         |
| janvier 1813                             | janvier 1815    | Pierre Goursat-Laboudignie   |           |                                                         |
| janvier 1815                             | ?               | Desmaison                    |           |                                                         |
| juillet 1819                             | janvier 1825    | Pierre Lambertie             |           |                                                         |
| janvier 1825                             | janvier 1831    | Julien Mathet                |           |                                                         |
| janvier 1831                             | juin 1831       | (Gay-)Lambertie              |           |                                                         |
| juin 1831                                | octobre 1836    | Julien Mathet                |           | Conseiller général du canton de Saint-Pierre-de-Chignac |
| octobre 1836                             | septembre 1837  | Joseph Langlade              |           | Administrateur provisoire de la commune, avocat         |
| septembre 1837                           | (1852 ou après) | Joseph Langlade              |           | Maire, avocat                                           |
|                                          |                 |                              |           |                                                         |
| (1896 ou avant)                          | décembre 1919   | Cyprien (Joseph) de Langlade |           |                                                         |
| décembre 1919                            | (1941 ou après) | Joseph Labrousse             |           |                                                         |
| ?                                        | ?               | Lafont                       |           |                                                         |
| ?                                        | mars 1965       | René Rébillout               |           |                                                         |
| mars 1965                                | mars 1966       | Roger Mazeau                 |           |                                                         |
| avril 1966                               | mars 1989       | Marcel Lacour                |           |                                                         |
| mars 1989                                | décembre 2016   | Jean-Pierre Bonnet           | SE        | Retraité de la SNCF                                     |

| Période      | Période      | Identité       | Étiquette | Qualité |
| ------------ | ------------ | -------------- | --------- | ------- |
| janvier 2017 | juillet 2020 | ?              |           |         |
| juillet 2020 | En cours     | Cécile Lumello |           |         |

## Population et société

### Démographie
En 2016, dernière année en tant que commune indépendante, Eyliac comptait 717 habitants. À partir du XXIe siècle, les recensements des communes de moins de 10 000 habitants ont lieu tous les cinq ans (2005, 2010, 2015 pour Eyliac). Depuis 2006, les autres dates correspondent à des estimations légales.
Au 1er janvier 2022, la commune déléguée d'Eyliac compte 720 habitants.
| 1793 | 1800 | 1806 | 1821  | 1831  | 1836  | 1841 | 1846 | 1851 |
| ---- | ---- | ---- | ----- | ----- | ----- | ---- | ---- | ---- |
| 972  | 813  | 818  | 1 071 | 1 068 | 1 005 | 988  | 961  | 945  |

| 1856 | 1861 | 1866 | 1872 | 1876 | 1881 | 1886 | 1891 | 1896 |
| ---- | ---- | ---- | ---- | ---- | ---- | ---- | ---- | ---- |
| 968  | 962  | 959  | 846  | 876  | 881  | 877  | 849  | 760  |

| 1901 | 1906 | 1911 | 1921 | 1926 | 1931 | 1936 | 1946 | 1954 |
| ---- | ---- | ---- | ---- | ---- | ---- | ---- | ---- | ---- |
| 758  | 693  | 659  | 525  | 519  | 526  | 532  | 515  | 497  |

| 1962 | 1968 | 1975 | 1982 | 1990 | 1999 | 2005 | 2010 | 2015 |
| ---- | ---- | ---- | ---- | ---- | ---- | ---- | ---- | ---- |
| 499  | 448  | 384  | 431  | 619  | 640  | 630  | 739  | 713  |

| 2016 | - | - | - | - | - | - | - | - |
| ---- | - | - | - | - | - | - | - | - |
| 717  | - | - | - | - | - | - | - | - |

### Enseignement
En 2012, Eyliac est organisée en regroupement pédagogique intercommunal (RPI) avec la commune de Milhac-d'Auberoche au niveau des classes de primaire. Eyliac accueille une section de maternelle, ainsi que les classes de cours élémentaire et de cours moyen.

## Économie
Les données économiques d'Eyliac sont incluses dans celles de la commune nouvelle de Bassillac et Auberoche.

## Culture locale et patrimoine

### Lieux et monuments
- Château de la Chalupie, XVIIe siècle
- Château d'Eyliac, XVIe siècle, XVIIe siècle, XVIIIe siècle, avec son pigeonnier
- Manoir du Puy, XVIIIe siècle
- Ruines du Château de la Richardie, XVe siècle, XVIIIe siècle
- Manoir de la Roquette-Haute, XVIIe siècle
- Église Saint-Martin, avec chœur roman du XIIe siècle, nef du XVIe siècle et clocher-porche du XIXe siècle, inscrite aux monuments historiques depuis 1948[22],[23],[24]

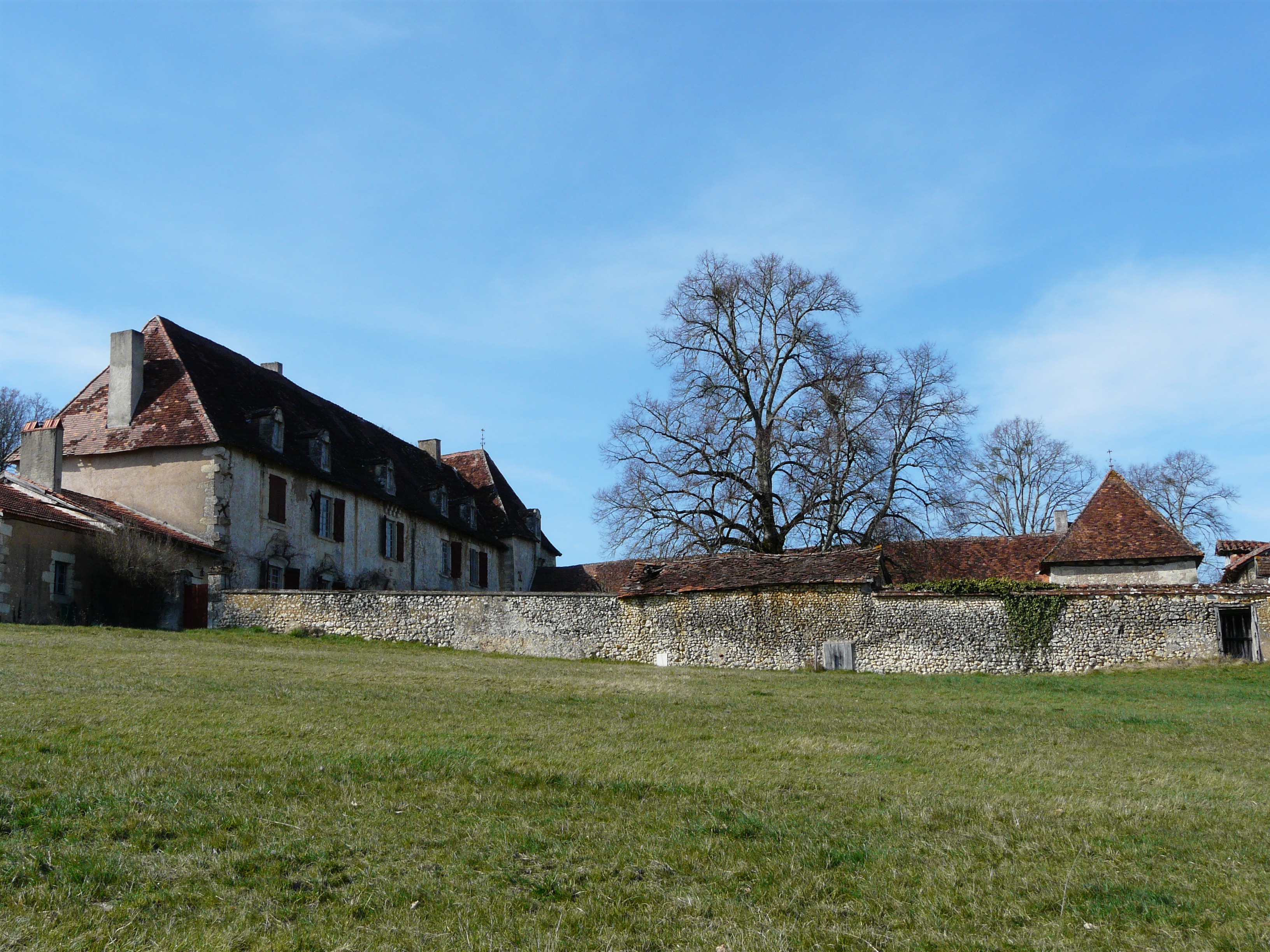
Le château de la Chalupie.
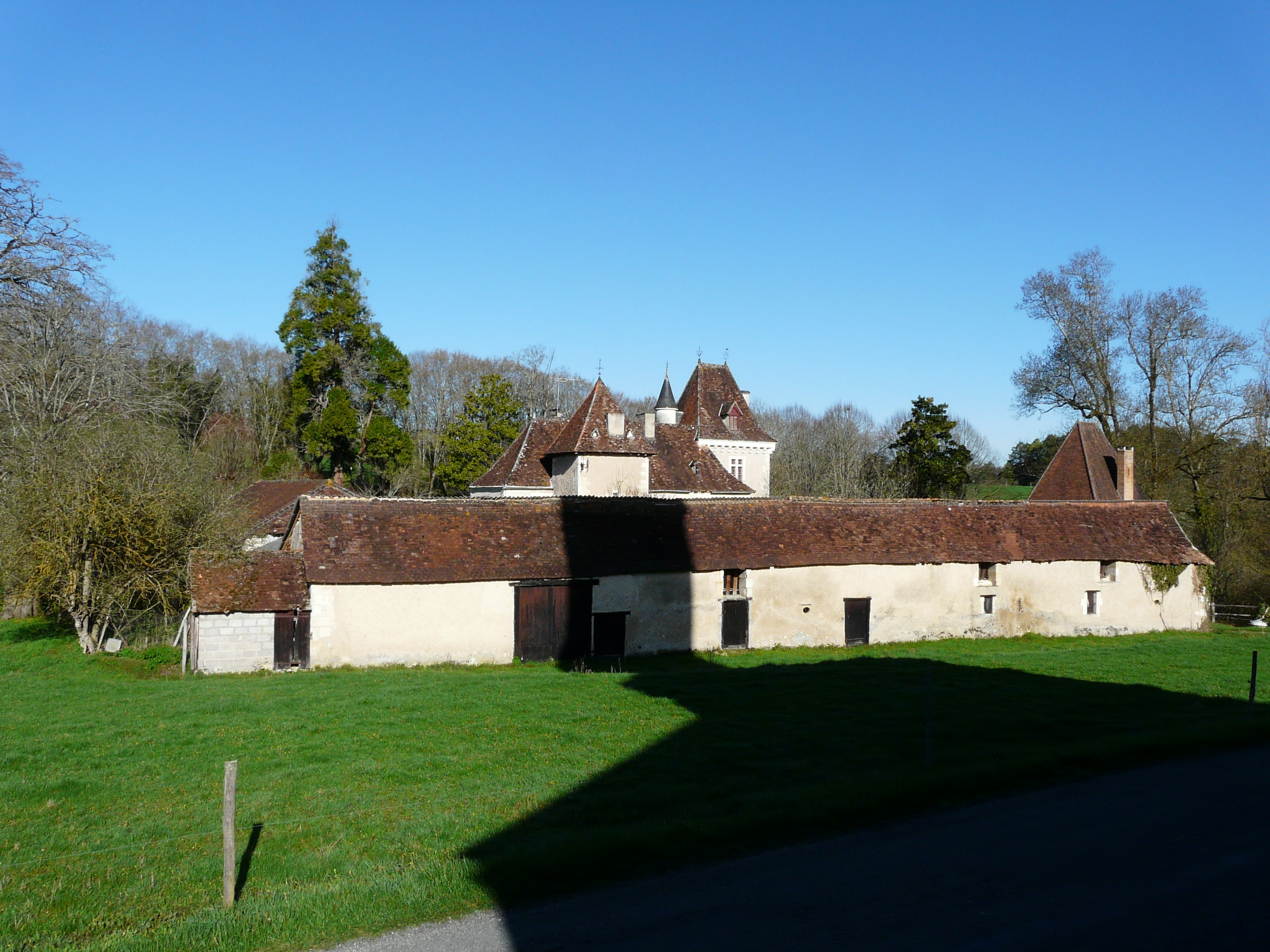
Le château d'Eyliac.
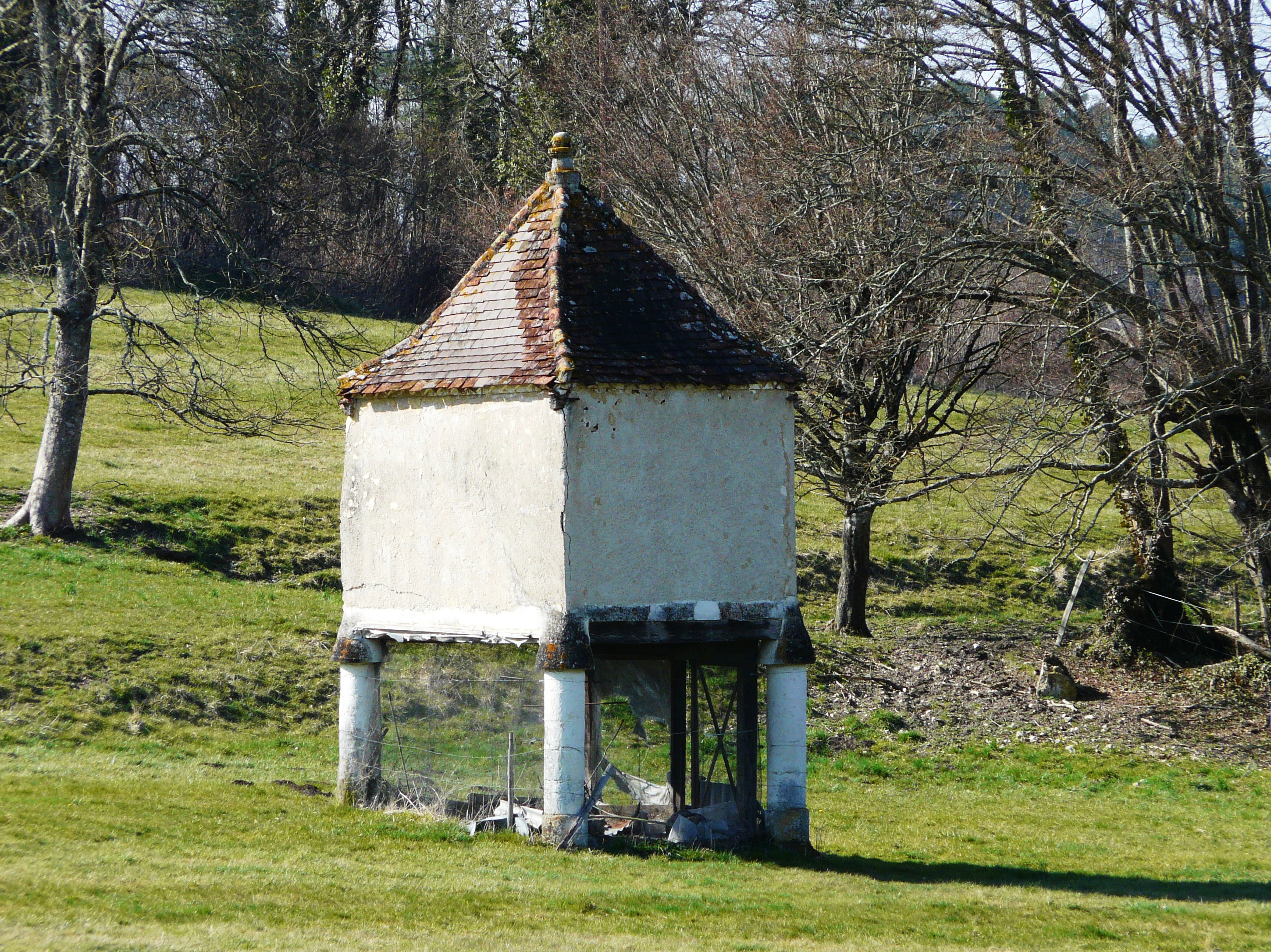
Le pigeonnier du château d'Eyliac.
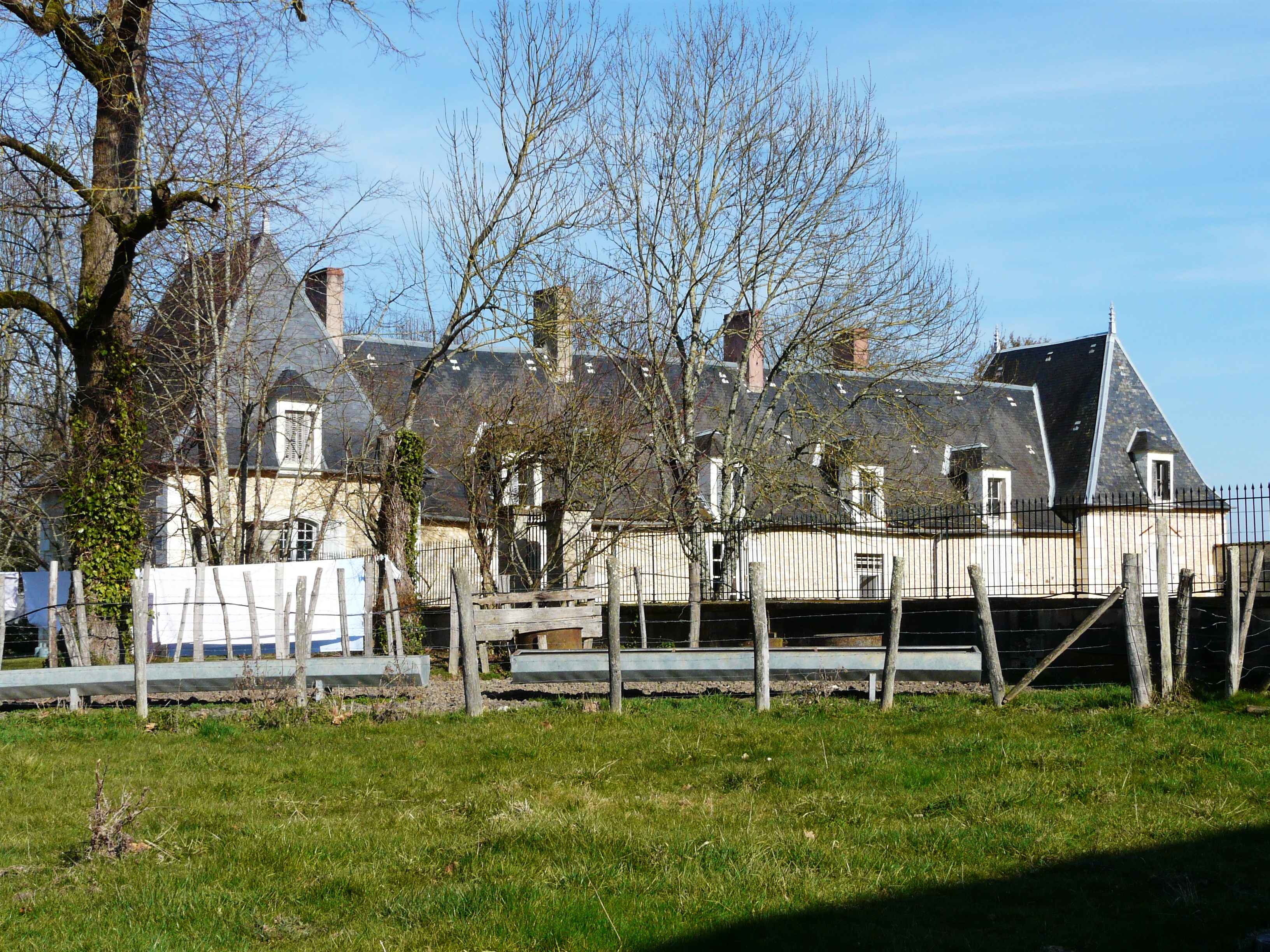
Le manoir du Puy.
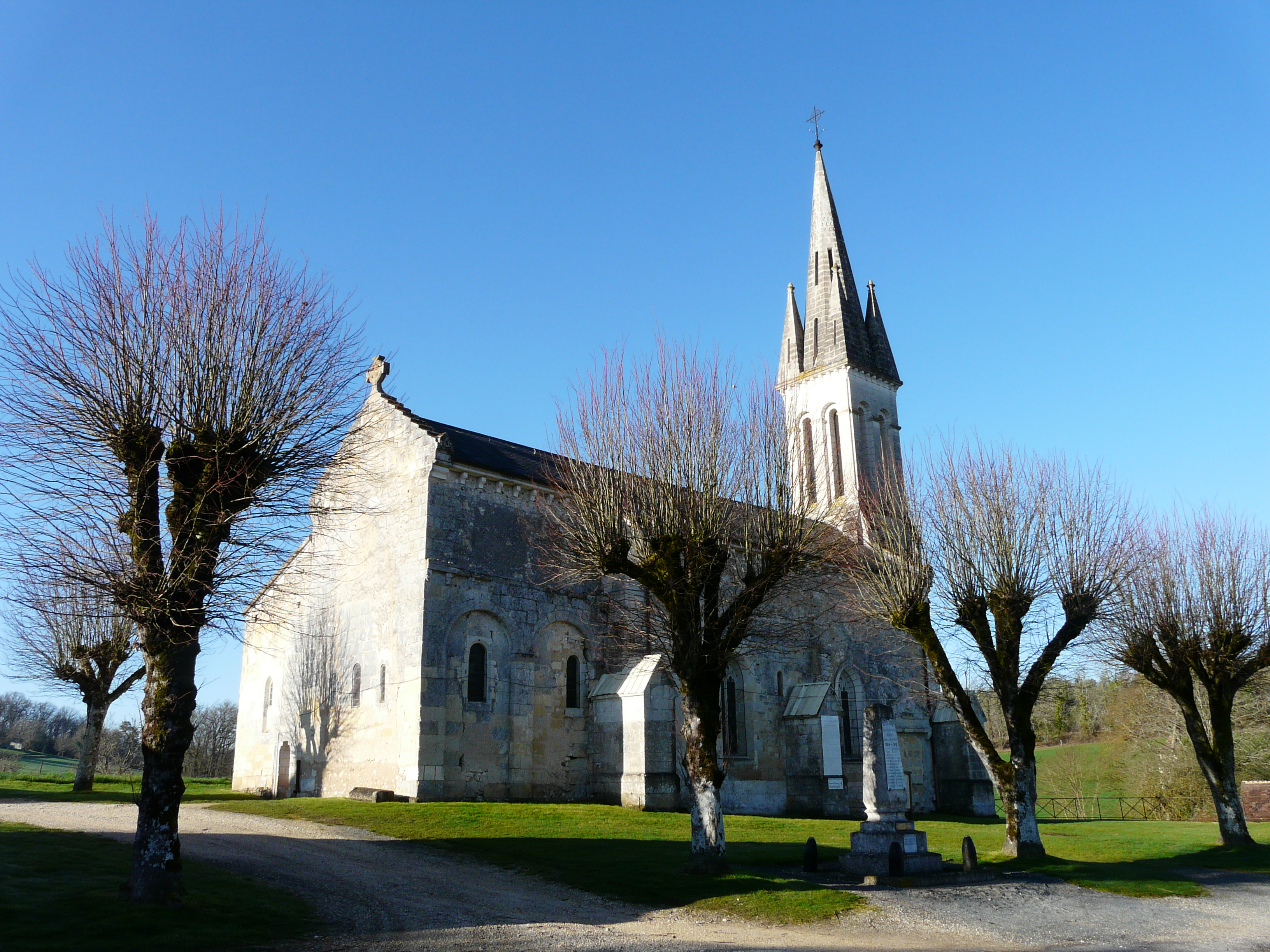
L'église Saint-Martin.

### Personnalités liées à la commune
Le château de la Chalupie accueillit l'écrivain Lagrange-Chancel.